# Thomas Nihlén
Thomas Hans Nihlén, född 25 november 1953 i Sankt Nicolai församling i Nyköping, är en svensk politiker (miljöpartist). Han var ordinarie riksdagsledamot 2006–2010, invald för Västerbottens läns valkrets.

## Riksdagsledamot
I riksdagen var Nihlén ledamot i socialutskottet 2006–2010. Han var även suppleant i socialförsäkringsutskottet och sammansatta justitie- och socialutskottet.
Nihlén valdes med mycket knapp marginal till riksdagsledamot som Miljöpartiets förstanamn i Västerbotten 2006 (utmanaren Jabar Amin var sju personkryss ifrån den så kallade 8 %-spärren) men besegrades 2010 sedan han i ett likadant scenario slagit listettan Amin med åtta kryss marginal, men med 7,23 % av kryssen misslyckats få dem tillgodoräknade.[källa behövs]